# Laxismo
O laxismo , num sentido geral, é a atitude e comportamento moral pouco responsável e pouco atento ao valor dos padrões morais.
Num sentido específico, o laxismo é chamado de sistema moral que expande indevidamente o probabilismo, sustentando que em caso de dúvida é legal seguir uma opinião que tem apenas uma probabilidade "tênue" ou mesmo "mínima" em relação a outra opinião favorável a lei. Esta doutrina nunca foi apresentada como um autêntico sistema moral, mas houve alguns autores, especialmente do século XVII ( Antonio Escobar y Mendoza, Tomás Tamburini, Esteban Bauny, Juan Caramuel ), que nos seus casos de consciência apoiaram algumas soluções classificadas como laxistas e em parte condenadas como tal pelo Magistério da Igreja. 
Na polêmica entre rigoristas e jansenistas em particular, o termo "laxismo" tornou-se quase sinônimo de outros como probabilismo, casuísmo ou jesuitismo, todos termos com os quais a moralidade dos jesuítas foi identificada. Neste contexto deve ser vista a rejeição da "moral relachée " nas famosas Lettres provinciales ( Cartas ao Provincial ) de Blaise Pascal. 